# Polícul
En el poliamor, una polícula o relació policular és un grup d'individus involucrats en relacions romàntiques que connecten tots els membres del grup. No és necessari que cada individu de la polícula estigui en una relació amb tots els altres individus, i tampoc és habitual. L'estructura policular més simple i possiblement la més comuna és una estructura en forma de V, una policular de tres persones on una persona surt amb les altres dues, però les altres dues no surten entre elles.

## Etimologia
El mot és un neologisme format com una combinació de poliamor i molècula, per tal com és una relació anàloga a la manera com els enllaços atòmics connecten els àtoms d'una molècula.
L'origen del terme no és clar, però sembla que va entrar al lèxic popular anglòfon a principis de la dècada dels 2010s, estenent-se a altres llengües inclosa la catalana a partir d'aquell moment. A la dècada dels 2020s, comentaris sobre les polícules adoptant-ne el nom ja s'havien incorporat als principals mitjans de comunicació.

## Terminologia
Tot i que les polícules poden adoptar moltes configuracions diferents, hi ha algunes estructures i termes comuns:
- L'estructura en V descriu una polícula de tres persones on una persona surt amb les altres dues, però les altres dues no surten entre elles.[2]
- L'estructura en N descriu una polícula de quatre persones on cada parella contribueix amb una persona a una tercera relació. Pren el seu nom de la lletra "N", ja que cada línia representa una relació i cada punt final representa un individu,[2] i es pot entendre també com 2 V combinades.
- Triella (format amb el prefix tri- i la paraula parella) descriu un grup de tres persones on tots els individus tenen una relació amb les altres dues persones del grup. També es coneix com un tipus de tríada.[7]
- Quad descriu una polícula de quatre persones. Tot i que les estructures en N són totes quads, no tots els quads són estructures en N.[7][2]
- Metamour és un terme que fa referència a la parella de la parella.[2]

## A la cultura popular
- Abans de la formulació del terme ja hi havia novel·les i films que representaven relacions policulars. Un cas evident és la pel·lícula del 1972 Group Marriage, escrita i dirigida per Stephanie Rothman, una comèdia sobre una policula que s'enfronta al sistema legal per fer valer el seu dret a casar-se, inspirada en les teories del futurista Alvin Toffler i les farses del dramaturg francès Georges Feydeau.[8] Aquest film també és notable perquè s'hi representa probablement per primer cop a la història un matrimoni homosexual.[8]
- La comèdia de televisió canadenca Schitt's Creek inclou una representació d'una polícula amb estructura en V de tres persones, amb David Rose i Stevie Budd com antics amants i bons amics, sortint breument i simultàniament amb un tercer personatge, Jake. La polícula es dissol oficialment quan en Jake suggereix la formació d'una triella, cosa que en David i l'Stevie rebutgen.[9]
- El final de la sèrie del programa de televisió Riverdale va revelar un quad entre l'Archie, la Betty, la Veronica i el Jughead.[10]
- A la tercera temporada de Bridgerton, Benedict Bridgerton explora la seva triella amb Lady Tilly Arnold i Paul Suarez.
- La pel·lícula Challengers de Luca Guadagnino del 2024 va generar referències a les xarxes socials als tres personatges de Tashi, Patrick i Art com a triella.[11]  Tanmateix, els membres de la comunitat poliamorosa van rebutjar l'ús del terme, ja que la dinàmica de la relació no seguia les convencions ètiques de no-monogàmia i de transparència.[11]
- El videojoc Deltarune té un grup al seu tercer capítol, amb els personatges Lanino, Elnina i Rouxls Kaard, i Rouxls es refereix als tres com una "triella de batalla”.[12]